# Santa Bárbara (Chihuahua)
Santa Bárbara é uma cidade do estado de Chihuahua, no México.